# Rivière Lionnet
Pour les articles homonymes, voir Lionnet.
La rivière Lionnet est un affluent du réservoir Pipmuacan, coulant sur la rive Nord-Ouest du fleuve Saint-Laurent, dans la Province de Québec, au Canada. Le cours de cette rivière traverse les municipalités régionales de comté (MRC) de :
- Le Fjord-du-Saguenay, dans la région administrative de la Saguenay-Lac-Saint-Jean, dans le territoire non organisé Mont-Valin (canton d’Amos) ;
- La Haute-Côte-Nord, dans la région administrative de la Côte-Nord, dans le territoire non organisé La Haute-Côte-Nord (canton de Baillif).

La rivière Lionnet coule dans le canton d’Amos et de Le Baillif.
Dans sa partie inférieure, le débit de la rivière Lionnet est tributaire de la dérivation vers le Nord du lac du Sault aux Cochons.
Surtout pour les besoins de la foresterie et de l’hydro-électricité, quelques routes forestières secondaires desservent la partie supérieure de la rivière ; d’autres routes venant du Sud donnent accès aux baies de la partie Sud-Est du réservoir Pipmuacan. Ces routes forestières se relient par l’Est indirectement à la route R0953 qui relie Labrieville au lac Pamouscachiou, dans le secteur au Nord du Lac Saint-Jean,.
La foresterie constitue la principale activité économique du secteur ; les activités récréotouristique, en second.
La surface de la rivière Lionnet habituellement gelée de la fin novembre au début avril, toutefois la circulation sécuritaire sur la glace se fait généralement de la mi-décembre à la fin mars.

## Géographie
Les principaux bassins versants voisins de la rivière Lionnet sont :
- côté nord : rivière Andrieux, réservoir Pipmuacan, rivière Betsiamites ;
- côté est : réservoir Pipmuacan, rivière Betsiamites, rivière Desroches ;
- côté sud : rivière aux Sables, lac du Sault aux Cochons, rivière du Sault aux Cochons ;
- côté ouest : lac Catherine, lac Andrieux, rivière Andrieux.

La rivière Lionnet prend sa source à l’embouchure lac Ovide, en zone forestière. 
À partir de l’embouchure du lac de tête, le cours de la rivière Lionnet coule sur environ 44 km, selon les segments suivants :
- vers le sud jusqu'au lac Saulnier puis au lac Paula ;
- vers le sud-est jusqu'aux lacs Bijou, Clermont, Réjean et Klaus ;
- vers l'est  en traversant les lacs Lebel, Dumais, Pochu et Klemka ;
- vers le sud-est en traversant le lac Gerlier ;
- vers l’est, notamment en traversant le lac Labori, jusqu’au pont de la route forestière ;
- vers l’est, jusqu’à la décharge (venant du sud) d’un lac non identifié et du canal de dérivation venant du lac du Sault aux Cochons ;
- vers l’est en formant une grande boucle vers le sud pour contourner une montagne, jusqu’à son embouchure. Le cours de la rivière s’élargit significativement dans le dernier tronçon de son cours, formant une baie du côté est du lac Dubuc qui fait partie réservoir Pipmuacan.

## Toponymie
Le toponyme rivière Lionnet a été officialisé le 5 décembre 1968 à la Banque des noms de lieux de la Commission de toponymie du Québec.